# Piazza della Costituente
Piazza della Costituente è la principale piazza urbana della città di Mirandola, in provincia di Modena.

## Storia

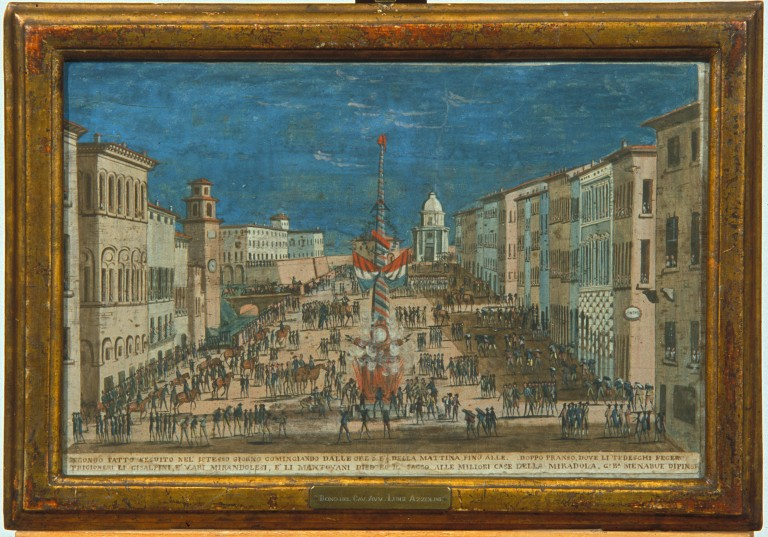
La piazza di Mirandola in un dipinto del 1799

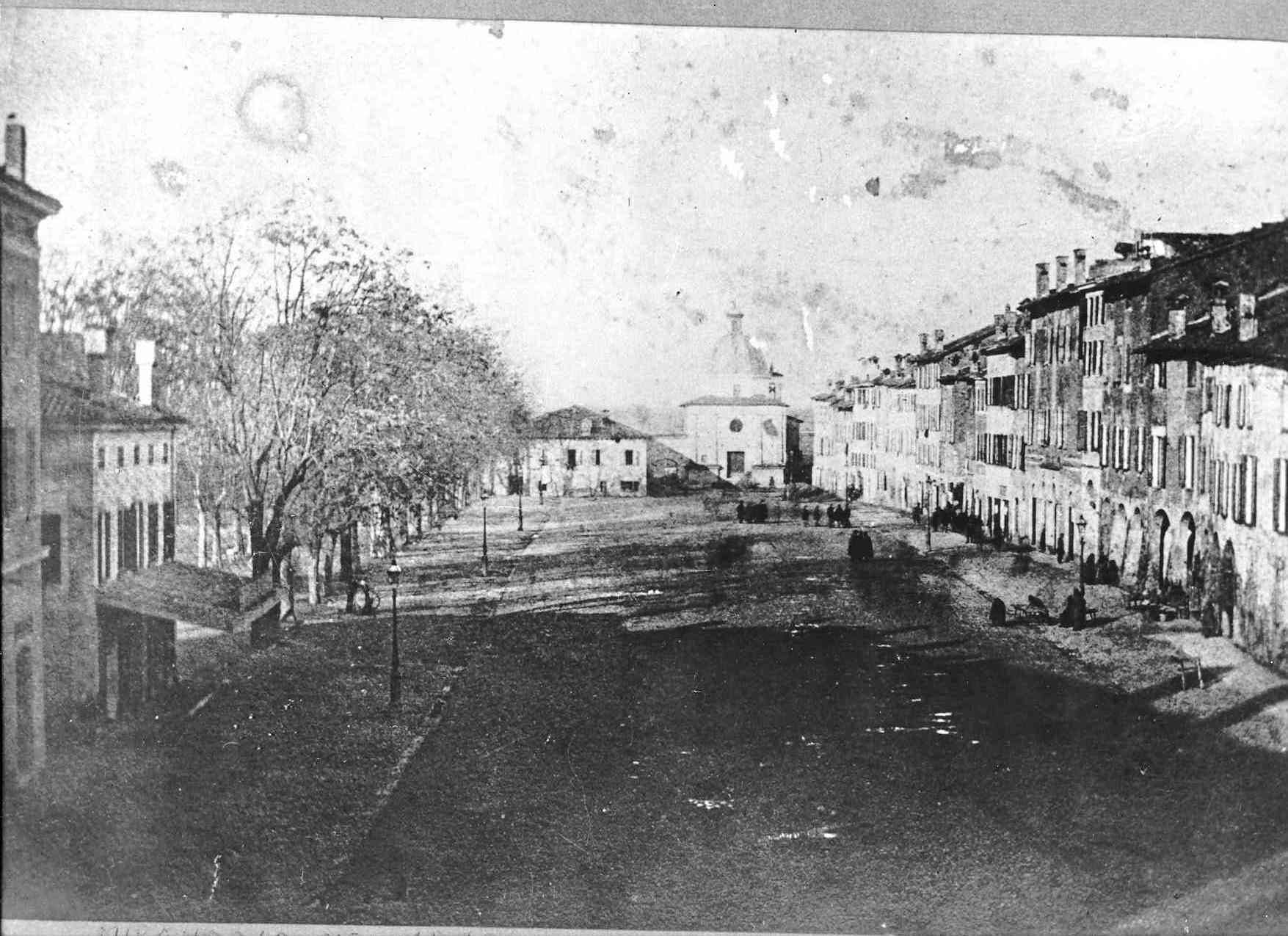
La più antica fotografia della piazza (circa 1880): si notano ancora le mura sullo sfondo e la Porta Mantova a fianco dell'oratorio della Madonnina

In passato questo ampio spazio urbano venne suddiviso in due parti (meridionale e e settentrionale), separate da un'ipotetica linea orizzontale che partiva dal cosiddetto voltone del ghetto o dei ramari (a fianco del portico degli ortolani) fino all'angolo della torre di piazza (Teatro Nuovo). La parte settentrionale venne chiamata all fine del XVIII secolo come "strada o corso di Porta Mantova", mentre il 14 marzo 1866 (pochi mesi prima dello scoppio della terza guerra d'indipendenza italiana venne ridenominata in "corso Vittorio Emanuele II".
Nell'autunno 1901 venne organizzata dalla prima amministrazione socialista un'imponente festa per celebrare l'inaugurazione della pubblica illuminazione a gas alla presenza delle massime autorità, tra cui Gregorio Agnini e di cittadini provenienti da tutta la bassa modenese. Tuttavia, al momento dell'accensione, con la banda di Modena pronta a suonare le fanfare, l'impianto fece cilecca e si riuscì a malapena ad illuminare solo una piccola porzione della piazza principale e neppure così intensamente. Le polemiche furono così grandi, che in occasione dell"inaugurazione della stazione ferroviaria di Miranfola a Cividale, avvenuta il giorno di Natale del 1901, non vi fu alcuna celebrazione.
La parte meridionale (dal voltone del ghetto al palazzo municipale) venne chiamata piazza Grande, mentre nel 1903-1904 venne intitolata a re Umberto I.
Durante la seconda guerra mondiale, il 10 gennaio 1944 le due porzioni di piazza vennero unificate con la l'intitolazione unica di "Piazza della Repubblica", in onore della Repubblica Sociale Italiana. Tale provvedimento, emanato a seguito della circolare del Capo della Provincia di Modena n. 3396 del 14 dicembre 1943 emanata dopo l'armistizio dell'8 settembre precedente, aveva lo scopo di delegittimare il cosiddetto Regno del Sud, eliminando dalla toponomastica qualsiasi riferimento ai membri di Casa Savoia.
Infine, dopo essere stata intitolata informalmente "Piazza della Libertà" nell'immediato secondo dopoguerra, il 6 ottobre 1947, l'amministrazione comunale deliberò di denominarla definitivamente "Piazza della Costituente", in onore dell'Assemblea Costituente in cui era stato eletto il professor Mario Merighi, direttore dell'ospedale Santa Maria Bianca di Mirandola.

## Descrizione

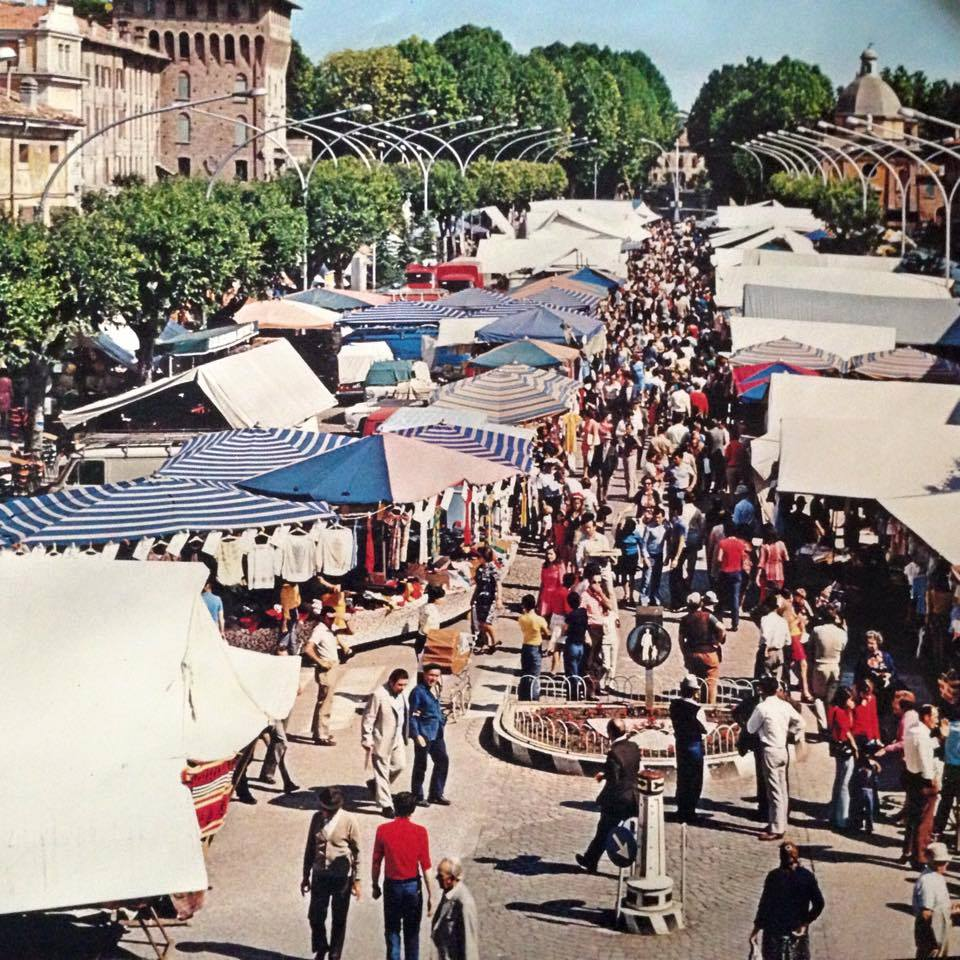
Il grande mercato del sabato

Piazza della Costituente è lunga 242 metri in direzione nord-sud e si estende su una superficie irregolare di circa 12.000 metri quadrati. 
La parte centrale è caratterizzata da un lungo "listone" (realizzato nel 1924) con pavimentazione di bolognini in porfido, con ai lati un acciottolato (parte settentrionale) e lastre di serizzo (parte meridionale). I cittadini di Mirandola sono soliti passeggiare avanti e indietro lungo al listòn.
La porzione di piazza posta immediatamente davanti al castello, al teatro e agli edifici del lato orientale è asfaltata e separata dalla pavimentazione acciottolata con due filari di alberi.
Nell'ampio spazio urbano si svolgono le principali attività commerciali e culturali della città, tra cui il grande mercato settimanale del sabato, la fiera campionaria nel mese di maggio, il mercatino dell'antiquariato (seconda domenica del mese) e altri eventi, anche sportivo-ricreativi.

## Edifici e monumenti

### Lato ovest

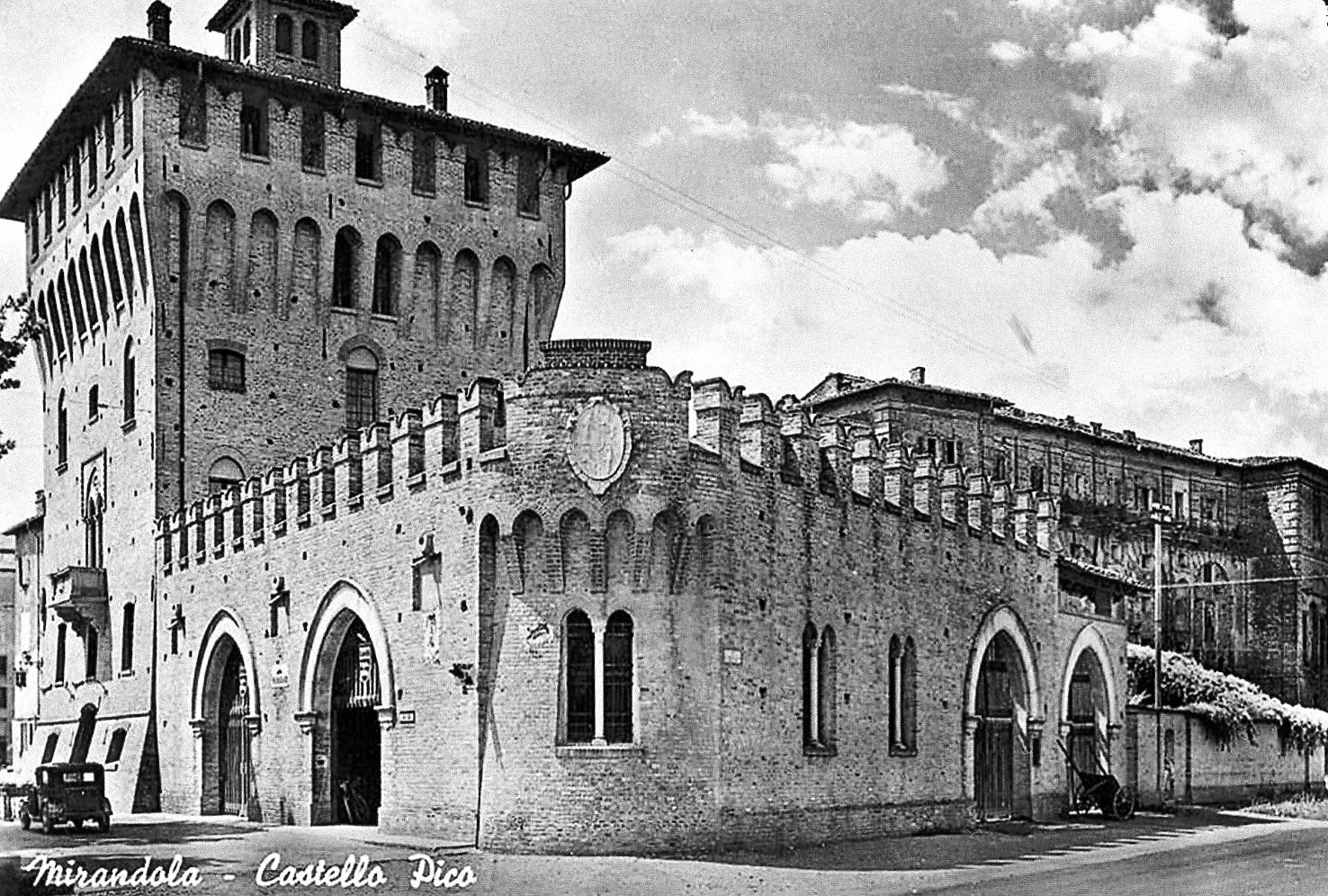
La parte novecentesca del castello dei Pico

Il castello dei Pico è una fortezza risalente all'anno XII secolo appartenuta al casato dei Pico della Mirandola (regnante sulla città per quattro secoli, dal 1311 al 1711), che venne arricchita in epoca rinascimentale con importanti opere d'arte. Il castello era famoso per il suo imponente e inespugnabile torrione, andato distrutto per colpa di un fulmine nel 1714; negli anni 1930 il torrione venne ricostruito in stile neogotico novecentesco. Il castello fu restaurato nel 2006, con l'allestimento del Museo Civico e di un centro culturale con auditorium e altri spazi espositivi.
Di fronte al castello è posto il monumento a Giovanni Pico della Mirandola.

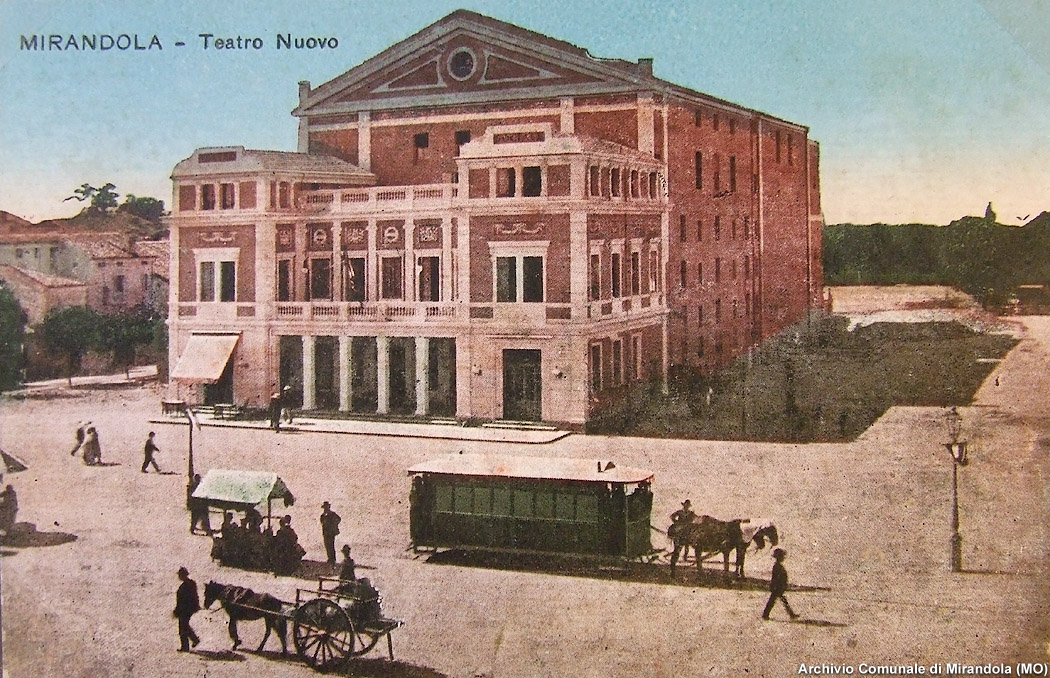
Il Teatro Nuovo

Il Teatro Nuovo, inaugurato nel 1905, presenta una facciata classicheggiante con un portico e una terrazza; la sala interna a ferro di cavallo è tipica del teatro all'italiana, con tre ordini di palchi e un loggione a galleria.

Lo spazio antistante al teatro costituiva il capolinea della tranvia di Mirandola, attiva fra il 1904 e il 1927, che collegava la città con la stazione ferroviaria di Cividale.

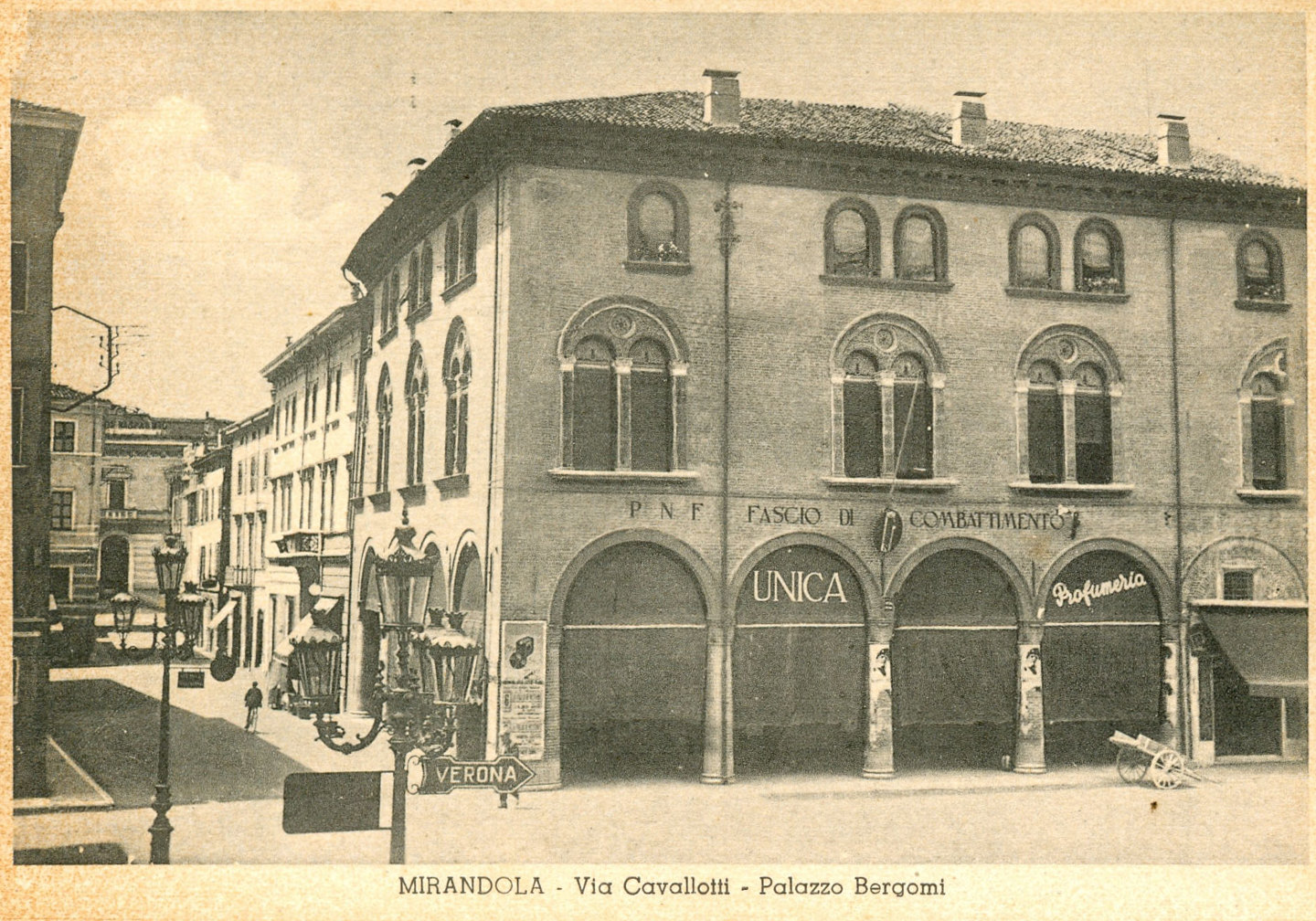
Palazzo Bergomi

Il Palazzo Bergomi venne realizzato alla fine del XV secolo dalla nobile famiglia Sassoli da Bergamo (in seguito chiamata semplicemente Bergomi), nello stesso periodo di edificazione del vicino palazzo comunale, di cui riprende armoniosamente le forme architettoniche. Il palazzo è caratterizzato da un alto porticato a nove archi (cinque su piazza della Costituente e quattro su via Felice Cavallotti). Al piano nobile vi sono grandi bifore con decorazioni in cotto simili a quelle del palazzo comunale, mentre al secondo piano si aprono diverse monofore incorniciata sotto il cornicione elegante. Nel corso dei secoli, il palazzo venne acquistato da diverse famiglie, fino a divenire sede della Cassa di Risparmio di Mirandola per alcuni decenni. Nel 1922 il palazzo venne restaurato, con la riapertura del portico che era stato tamponato.

### Lato sud

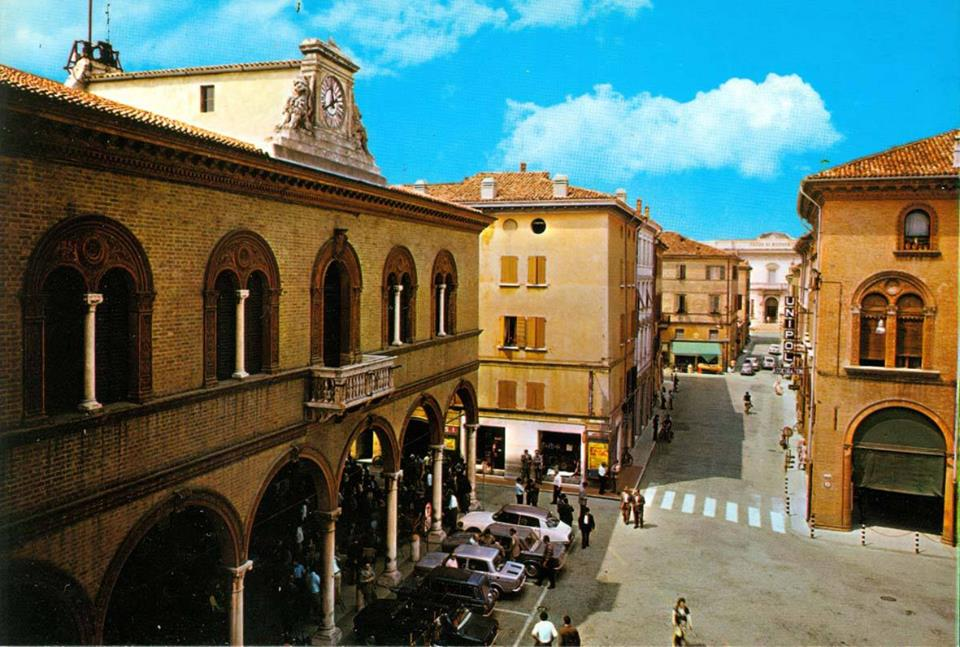
Il municipio e palazzo Bergomi

Il Palazzo comunale è uno degli edifici più noti di Mirandola. L'edificio venne realizzato nel 1468 da Giulia Boiardo (madre di Giovanni Pico della Mirandola) e nel corso dei secoli è stato più volte ricostruito: l'attuale aspetto della facciata con la loggia risale ai restauri degli inizi del Novecento. Su alcune colonne in marmo rosa del porticato sono incise le antiche unità di misura del circondario di Mirandola (pertica, braccio e piede, oltre alla forma di un mattone e di un coppo). L'orologio posto sul tetto risale al XIX secolo ed era in origine collocato sulla Torre delle ore (demolita nel 1888) ed è dotato di due campane, una per le ore e l'altra per annunciare l'affissione di avvisi all'albo pretorio comunale. Attraverso il grande scalone interno in stile eclettico con decorazioni falso-rinascimentali (realizzato negli anni 1930) si accede al piano nobile, dove sono presenti la sala gialla e sala Granda, la quale fino al 2012 ospitava il grande quadro del pittore napoletano Raffaello Tancredi raffigurante papa Giulio II durante l'assedio della Mirandola del 1510-1511, e le opere La caduta di San Paolo di Sante Peranda, L'adorazione dei magi di Palma il Giovane e Sant'Agata di Pietro Faccini.

### Lato est

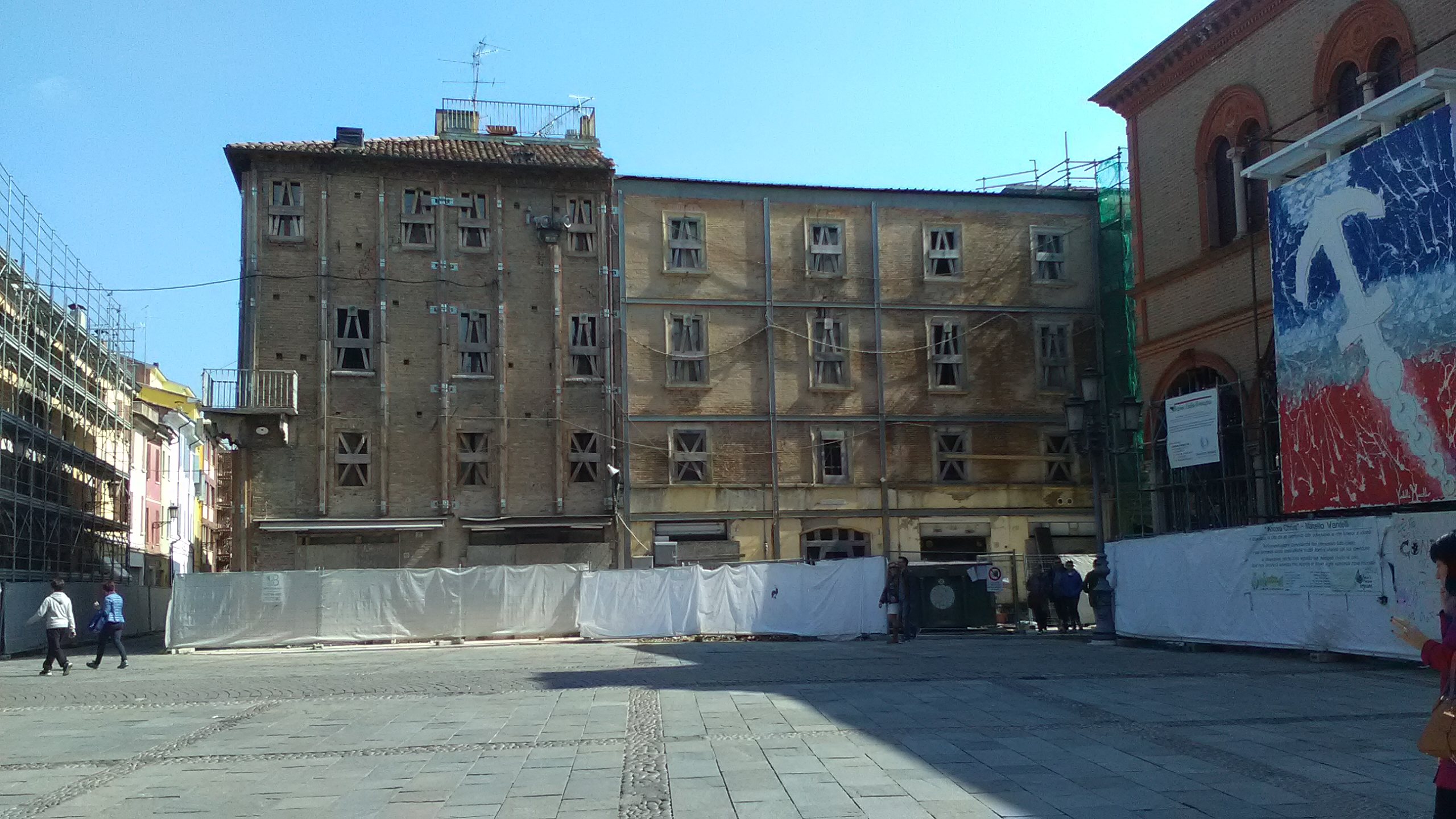
Il palazzo della ragione

Il Palazzo della Ragione, del XIV secolo, era la sede del podestà, che amministrava la giustizia. L'edificio aveva in origine un portico a tre arcate: due a tutto sesto (sul lato della piazza) e uno, ancora ben visibile, su via Volturno. Al primo piano, le finestre vennero realizzate nei secoli passati all'epoca della tamponatura delle arcate. Il piano nobile (attuale secondo piano) ed quello sovrastante e caratterizzato da finestre rettangolari con bancali di marmo scolpiti a forma di tortiglione e con uno scudetto nobiliare al centro. Nell'angolo del piano nobile vi è un balconcino retto da eleganti mensoloni scolpiti.

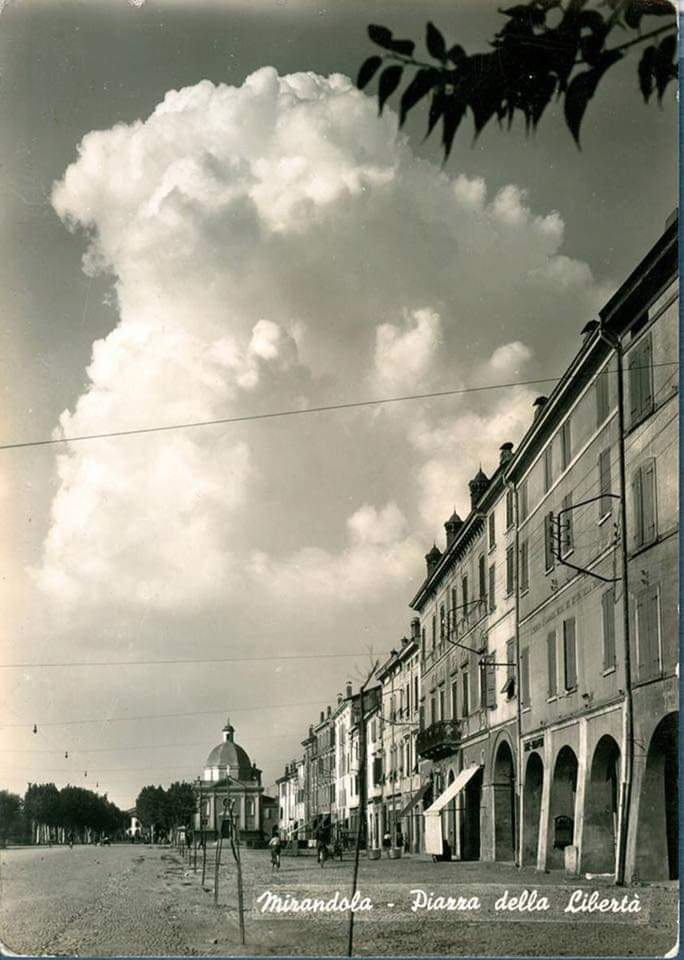
Il portico degli ortolani, con lo sfondo della Madonnina.

Il Portico degli ortolani è situato sotto un palazzo cinquecentesco e deriva il suo nome dal commercio di prodotti ortofrutticoli; su una delle colonne del portico è ancora presente una pietra miliare della Strada nazionale 55 dell'Abetone (oggi chiamata Strada statale 12 dell'Abetone e del Brennero). A fianco è posto il Voltone dei ramari poiché erano presenti laboratori per la lavorazione artigianale del rame: attraverso questo passaggio coperto si accede all'ex ghetto ebraico di Mirandola, istituito ufficialmente nel 1602 e mantenuto fino a metà del XVII secolo.
Il quattrocentesco Palazzo Focherini (civici 32-34) fu in origine di proprietà della nobile famiglia di giureconsulti Possidoni (tra cui Giustiniano Possidoni, governatore di Gualtieri, podestà di Carpi e consigliere del principe Luigi d'Este). Il 16 aprile 1708 fu sede dell'incontro fra i rappresentanti dell'esercito francese (che aveva assediato Mirandola nel 1705 e occupato la città da tre anni) e gli imperiali che avevano minacciato il saccheggio.Il palazzo venne rifatto a metà del XIX secolo dal nuovo proprietario Rinaldo Tosatti in stile neocinquecentesco: la facciata principale è decorata con undici medaglioni bianchi che rappresentano celebri personaggi, tra cui Giovanni Pico della Mirandola, Cristoforo Colombo, Galileo Galilei, Dante Alighieri, Raffaello Sanzio.

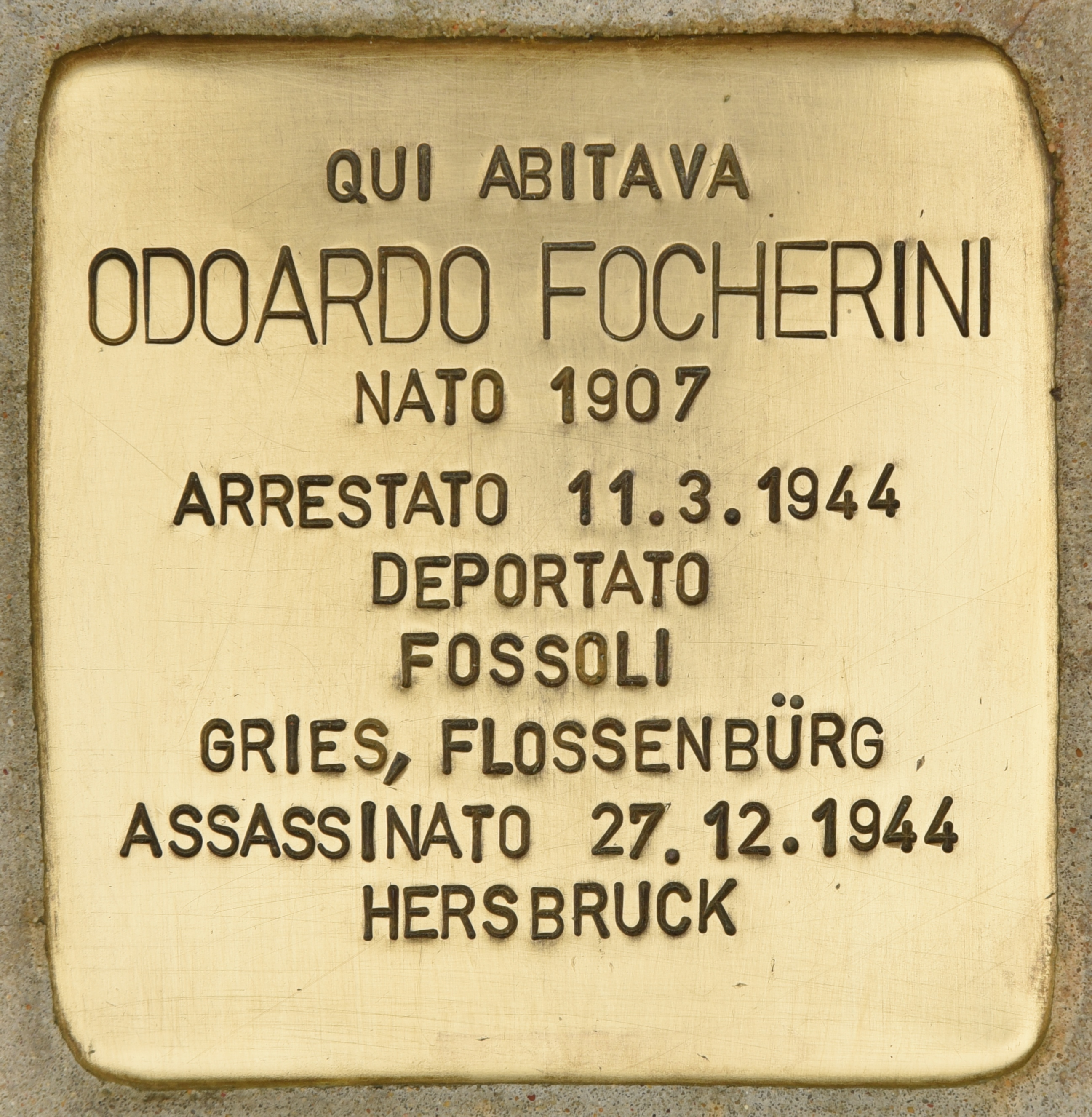
Pietra d'inciampo in memoria di Odoardo Focherini, giusto fra le nazioni

Al civico 58, poco prima della chiesa della Madonnina, è posta una lapide e una pietra d'inciampo davanti a quella che fu la casa di Odoardo Focherini, dirigente cattolico martire della fede e giusto fra le nazioni per aver salvato molti ebrei dall'olocausto nazista durante la seconda guerra mondiale; arrestato e deportato dai nazifascisti, morì nel campo di concentramento di Hersbruck.

### Lato nord

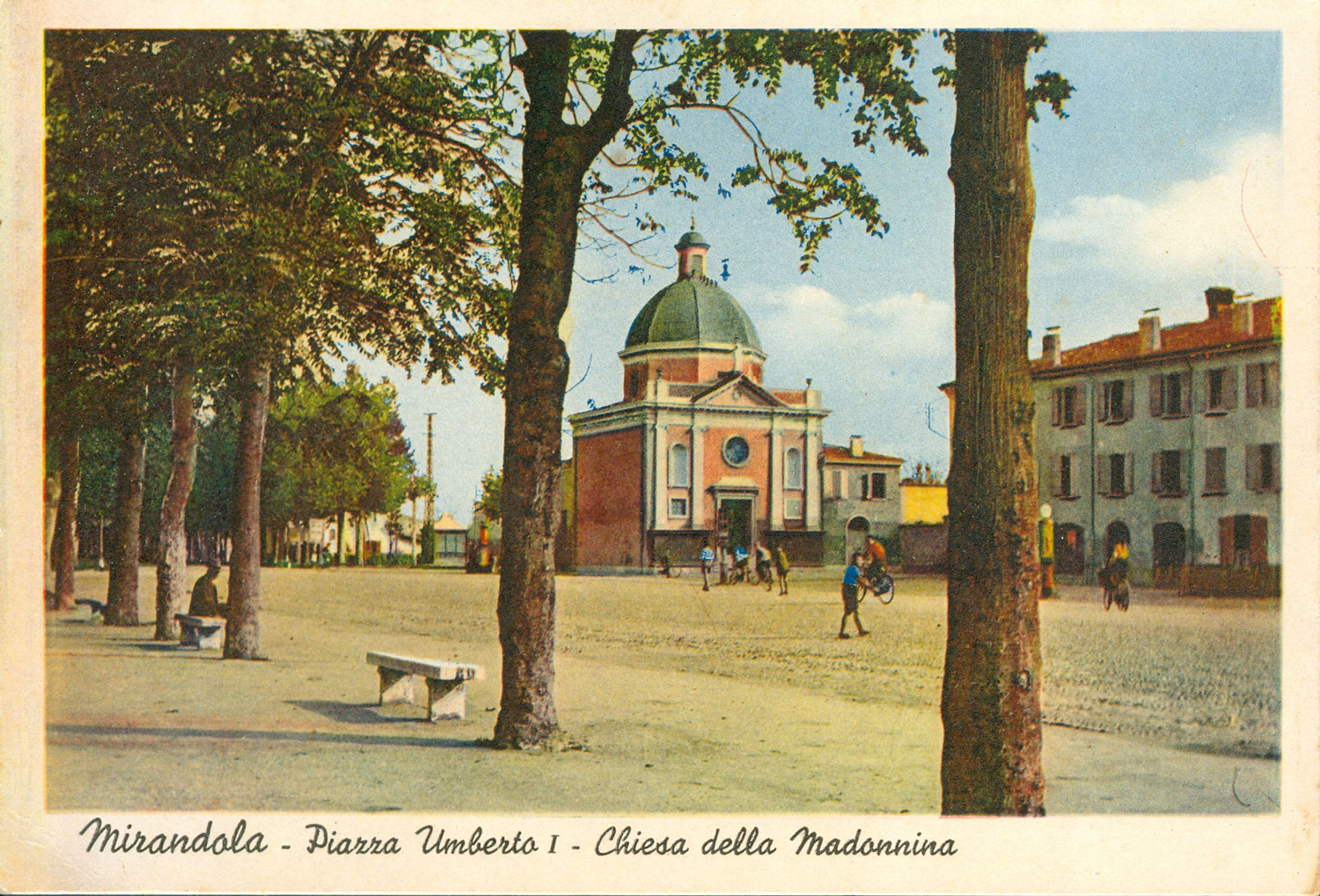
L'oratorio della Madonnina

L'oratorio della Beata Vergine della Porta, meglio conosciuto come La Madonnina, chiude scenograficamente il lato settentrionale della piazza. La chiesetta in stile baroccheggiante classico, voluta da Federico II Pico per ringraziare un'immagine sacra che fece il miracolo di salvare la città da una epidemia di burraschetta scoppiata nel 1602, venne completata da Alessandro I Pico nel 1604. Sul timpano della facciata, fino al 2012, era collocata la marmorea Madonna della Piazza del XV secolo. L'interno ospita tre cappelle, quattro altari e una cupola affrescata.